# Чейшвили, Александр Николаевич
Александр Николаевич Чейшви́ли (груз. ალექსანდრე ნიკოლოზის ძე ჭეიშვილი; 1903—1962) — грузинский советский писатель. Лауреат Сталинской премии второй степени (1951). Член ВКП(б) с 1928 года.

## Биография
Родился 4 (17) марта 1903 года в селе Аскана (ныне Озургетского муниципалитета Грузии) в семье крестьянина. По окончании сельской школы он поступил в Кутаисское реальное училище, которое окончил в 1922 году. На ученической скамье он овладел русским языком и начал изучать европейские языки, что позволило ему с юношеских лет приобщиться к сокровищнице русской и мировой культуры. В 1926 году окончил философский факультет Тбилисского государственного университета. В 1929 году окончил аспирантуру. Читал в Тбилисском университете и других вузах лекции по историческому и диалектическому материализму, а впоследствии по истории русской и западноевропейской литературы. Кандидат филологических наук. До 1946 года доцент Тбилисского государственного университета. В 1926 году он начал работать в грузинской газете «Коммунисти» в качестве театрального критика. В 1946—1947 годах заведовал сектором художественной литературы издательства Грузинской ССР «Сахелгами».
Литературной деятельностью занимался с 1927 года. В результате поездки писателя в Сванетию и Кахетию был оубликован ряд рассказов и критических статей. Среди них рассказ «Родной голос», очерки «Сванетия с луки седла», «Записки бригадира» и др. Писателю удалось в этих книгах отобразить отмирание патриархально-родовых форм жизни и быта, показать строительство новой социалистической жизни, создать галерею образов передовых людей грузинского крестьянства, нарисовать запоминающиеся картины напряжённых социальных конфликтов, связанных с ликвидацией кулачества.
Участвовал в работе Первого съезда советских писателей. С 1936 года был агентом НКВД СССР.  В 1938 году была написана 1-я книга, а в 1948 году — 2-я книга романа «Лело» об утверждении колхозного строя в грузинской деревне, о передовых представителях колхозного крестьянства.
В годы Великой Отечественной войны писатель выполнял ряд заданий для нужд Закавказского фронта и выступал на страницах республиканской прессы со статьями и художественными очерками, отображающими героические дела советских людей на фронтах и в тылу. В военной газете «Боец РККА» А. Н. Чейшвили опубликовал серию рассказов, которые впоследствии вышли отдельной книжкой под названием «Родной голос». В 1943 году защитил диссертацию на тему «Важа-Пшавела». Созидательный труд советских людей, победоносно завершивших войну, изображён в очерке «Цветы Кахетии» (1946). Вскоре после этого стали публиковаться главы нового романа писателя «На перепутье» — из жизни грузинских шахтёров. В 1948 году вышел в свет сборник литературно-критических статей автора, посвящённый актуальным проблемам современной классической литературы. В основу книги был положен принцип воинствующей идейности и большевистской партийности советского литературоведения и литературной критики. В 1953 году писатель издал 1-ю книгу романа «Высокая волна» о великой Сталинской дружбе советских народов. Под редакцией А. Н. Чейшвили вышел в грузинском переводе ряд произведений классиков русской и мировой литературы: Л. Н. Толстого, И. С. Тургенева, У. Шекспира, Г. Флобера и др.
В 1958 году в ходе командировки в ГДР бежал в Западный Берлин, откуда был переправлен в Западную Германию. Оставался в Западной Германии вплоть до своей смерти от сердечного приступа.

## Награды и премии
- Сталинская премия второй степени (1951) — за роман «Лело» (1948)
- медаль «За доблестный труд в Великой Отечественной войне 1941-1945 гг.»